# Mirko Garčević
Pas d'image ? Cliquez ici

a Compétitions nationales et continentales officielles uniquement.

b Matchs officiels uniquement.
Dernière mise à jour le 10 janvier 2023.
Mirko Garčević, né le 22 janvier 1997, est un joueur monténégrin de rugby à XV qui évolue au poste de troisième ligne ou de deuxième ligne. Il joue à partir de 2022 au sein de l'effectif du Rugby Club Savoie Rumilly.

## Biographie
Mirko Garčević débute le rugby au Monténégro, jouant au sein du RK Budućnost à Podgorica et du RK Vukovi à Niksic. 
International monténégrin, il est repéré par l'entraîneur français de la Bulgarie, Romain Balmisse. Originaire de Mauriac, celui-ci le fait venir dans le club local, le RC Mauriac, qui évolue en Honneur. 
Après deux saisons réussies à Mauriac, il est repéré par le club d'Issoire, qui l'intègre à son effectif en Fédérale 1,.
Il rejoint le RCS Rumilly, évoluant en Nationale 2 pour la saison 2022-2023, après deux saisons avec l'USI. Il s'engage pour deux saisons.